# 黃明昭
黃明昭（1964年—）是臺灣雲林縣莿桐出身的警務人物，現任中央警察大學校長，曾任國家安全局副局長、內政部警政署署長、高雄市政府警察局局長、刑事警察局局長、副局長、主任秘書、基隆市警察局局長、雲林縣警察局局長。

## 警界資歷

### 早年刑事經歷[1]
黃明昭自中央警官學校外事警察學系畢業後，派任基隆市警察局擔任外事科巡官，後調任臺灣省警務處刑警大隊偵查員，成為刑事幹部，從此在刑事體系歷練。
1989年，黃明昭任職刑事警察局偵二隊，追捕涉7件命案的槍擊要犯詹火樹到案，隔年在查捕頭號槍擊要犯林來福行動中，親手制伏林，獲警政署破格擢升。
1991年，許姓男子潛入刑事警察局，擲汽油彈縱火，黃明昭親手抓縱火犯，升刑事警察局偵二隊組長。擔任組長期間，曾破獲社會矚目案件泰山食品公司遭「千面人」下毒手法恐嚇勒索案。
1993年，行政院宣誓向毒品宣戰，黃明昭破獲港台毒梟走私海洛因磚，並查獲涉犯擄人、強盜及殺人等罪嫌的犯罪集團，還逮獲潛逃泰國主嫌翁奇楠，獲頒警輝榮譽紀念章；隔年赴泰國，逮回毒梟首腦李義雄。
1998年，黃明昭外放新竹縣警察局刑警隊長，2000年9月，調任彰化縣警察局刑警隊長，不到2年再調任臺北縣警察局刑警大隊長。在臺北縣服務期間，破獲石門鄉白沙灣華隆俱樂部負責人遭綁架勒贖案、三重市日盛保全運鈔車搶案、汐止鎮殺警奪槍案、親民黨台北縣議員吳善九槍殺命案等重大案件，工作能力獲得時任臺北縣長蘇貞昌青睞，從此也被視為蘇系人馬。

### 歷練重要警職
黃明昭後歷任刑事警察局督察、偵七隊隊長、臺北市政府警察局刑警大隊長、刑事警察局主任秘書、雲林縣警察局長、刑事警察局副局長及基隆市警察局局長等重要警職。
2019年2月13日，黃明昭陞任內政部警政署警政委員代理刑事警察局局長，同年3月22日真除。
2020年間，高雄市屢屢發生街頭暴力，7月10日發生美麗華舞廳殺人案，7月15日高雄市政府警察局局長李永癸遭拔官（調任警政署警政委員），由警政署副署長劉柏良接任局長，劉上任半年後，因涉及公懲會前委員長石木欽案回任副署長，2021年1月局長遺缺由黃明昭接任。
黃明昭在高雄市政府警察局局長任內，適逢COVID-19疫情升溫，親率員警協助市府疫調及防疫工作，並以警局為家，只要發生治安事件一定親自指揮處理、並向高雄市長陳其邁報告，任內槍擊、暴力犯罪案都明顯減少，治安滿意度破8成，深獲市長陳其邁肯定。

### 擔任警政署長
2022年6月22日，原任警政署長陳家欽提前一年申請退休。6月29日，行政院核定署長遺缺由黃明昭接任，並於6月30日就職。
2024年5月20日，內政部與國家安全局先後發布新聞，黃明昭將接任國家安全局副局長，署長遺缺由臺北市政府警察局局長張榮興陞任。
黃明昭擔任署長後爭議不斷，除臺南雙警命案被外界質疑作秀外，任內警員舉槍自戕創新高、風紀案件層出不窮，另外恢復春安工作、大小專案不斷、人事陞遷關說、基層在「靠北police」臉書粉專留言反映制度等問題視而不見，使警界同仁對黃明昭多為負面評價。

### 擔任中央警察大學校長
2025年7月29日，內政部發布新聞，配合警界人事調整，黃明昭接任中央警察大學校長。

## 爭議

### 臺南殺警案遭質疑作秀
臺南於2022年8月22日發生台南雙警遇襲命案後，新竹市警方於23日凌晨於新竹逮獲兇嫌林信吾，大批警力將其壓制在地，警方當場要求林信吾講出自己的名字，並搜獲其身上的物品以及作案用品。隨後，黃明昭滑著手機未著防彈衣出現在大批警力前，一旁聲音高喊「來來來來，攝影攝影攝影」、「給署長過」、「要拍到署長」等語，此段畫面流出後被媒體廣為流傳，遭質疑作秀和喪事喜辦，也引發許多基層員警不滿，大量湧入「靠北警察」與「靠北police」粉專痛罵警界馬屁文化。
此事亦傳出有基層同仁為署長打抱不平，當天參與圍捕的新竹市刑事警察大隊大隊長賴耀宗澄清，當天凌晨2點50分，黃明昭在接獲高雄市警方通知嫌犯上車的訊息後，就已經趕赴新竹市指揮警方埋伏的注意事項，一一做確認與勤務部署，且署長當時就在逮捕點旁30多公尺處，他本來就在現場，而且是全程指揮，絕非捉到人才故意入鏡。
而市刑大副大隊長蘇皇吉說了一句「讓署長過去」，就被人說成要幫署長卡位入鏡，蘇皇吉澄清，黃明昭關心被搶警槍是否尋回，以及是否有搜出其他槍彈等證物，當時嫌犯已經被壓制，警方擔心證物受到污染，全程攝影拍照蒐證，署長是現場最高指揮官，趨前檢視證物是合情合理之事，更絕非作秀。
對於質疑黃明昭當時未穿防彈背心部分，蘇皇吉則澄清，署長任務是督導規劃現場勤務部署，並非第一線攻堅人員，依規定本來就無須穿防彈背心，外界不應拿此事做文章。

### 嚴格取締駛上人行道機車因議會開議而撤回
在高雄生活的波蘭籍記者在推特發文批評：「高雄人行道機車飆速違規嚴重」；市長陳其邁獲悉後震怒，下令警方開單嚴查，各地警方卯起來抓違規，除首日10小時內開出427件，接下來2天也開出上千件，3天累計共開出2618件，警方嚴格取締，不過擔心議會開議後此事成為話題，黃明昭緊急在議會開議前，3月18日下令各分局只要針對騎在人行道的機車「惡性」行為，才稽查告發，其餘輕微者則採柔性勸導。依臉書粉專「翻轉大高屏交通違規」2022年3月30日流出的LINE截圖，黃明昭要求「每張告發單分局長要一一檢視」。取締執法當然瞬間熄滅。

### 論文重疊率45%引發抄襲爭議
2025年8月6日，甫上任中央警察大學校長的黃明昭被匿名人士於臉書社群「靠北police」指控，其2004年碩士論文涉嫌抄襲指導教授謝文彥主持的2006年政府研究案，爆料者指出兩者文字重疊率達45.07%，並列舉多處內容雷同。對此，中央警察大學回應，黃的論文為延伸性研究，雖以該研究案為基礎，但在研究對象、方法、區域與分析結果上均具獨創性，並強調論文已在參考文獻中列明相關資料，後續將依學術倫理機制進行處理。

## 外部連結
- 高雄市政府警察局的Facebook專頁
- YouTube上的高雄市政府警察局頻道
- NPA署長室的Facebook專頁
- 內政部警政署 （页面存档备份，存于）（繁體中文）（英文）

| 中華民國政府職務 | 中華民國政府職務                                       | 中華民國政府職務 |
| ---------------- | ------------------------------------------------------ | ---------------- |
| 行政院           |                                                        |                  |
| 前任： 陳家欽    | 內政部警政署署長 第十七任 2022年6月30日－2024年5月22日 | 繼任： 張榮興    |